# Comuna Ukraiinka, Ostroh
Ukraiinka (în ucraineană Українка) este o comună în raionul Ostroh, regiunea Rivne, Ucraina, formată din satele Bubnivka, Dubînî, Hai, Ukraiinka (reședința) și Vîșenkî.

## Demografie
Componența lingvistică a comunei Ukraiinka
     Ucraineană (98,5%)
     Alte limbi (1,25%)
Conform recensământului din 2001, majoritatea populației comunei Ukraiinka era vorbitoare de ucraineană (98,5%), existând în minoritate și vorbitori de alte limbi.